# روبرت مانديل
روبرت مانديل (بالإنجليزية: Robert Mandel)‏ هو مخرج أمريكي، ولد في 1945 في أوكلاند في الولايات المتحدة.

## وصلات خارجية
- روبرت مانديل على موقع IMDb (الإنجليزية)
- روبرت مانديل على موقع ألو سيني (الفرنسية)
- روبرت مانديل على موقع أول موفي (الإنجليزية)
- روبرت مانديل على موقع قاعدة بيانات الأفلام السويدية (السويدية)
- روبرت مانديل على موقع قاعدة بيانات الفيلم (الإنجليزية)
- روبرت مانديل على موقع كينوبويسك (الروسية)